# Семереньківська сільська рада
Семереньківська сільська́ ра́да — колишній орган місцевого самоврядування у Тростянецькому районі Сумської області. Адміністративний центр — село Семереньки.

## Загальні відомості
- Населення ради: 876 осіб (станом на 2001 рік)

## Населені пункти
Сільській раді підпорядковані населені пункти:
- с. Семереньки
- с. Поляне

## Склад ради
Рада складається з 12 депутатів та голови.
- Голова ради: Башкатова Світлана Дмитрівна
- Секретар ради: Сергєєва Олена Василівна

### Керівний склад попередніх скликань
| Прізвище, ім'я, по батькові  | Основні відомості                                                               | Дата обрання | Дата звільнення |
| ---------------------------- | ------------------------------------------------------------------------------- | ------------ | --------------- |
| Осіпова Валентина Іванівна   | Сільський голова, 1955 року народження, позапартійна                            | 26.03.2006   | 30.04.2010      |
| Башкатова Світлана Дмитрівна | Сільський голова, 1973 року народження, освіта середня спеціальна, позапартійна | 31.10.2010   |                 |

Примітка: таблиця складена за даними сайту Верховної Ради України